# Aleteo auricular
El aleteo auricular es un tipo de trastorno del ritmo cardíaco que ocurre en la aurícula cardíaca. En sus inicios, el flutter auricular se asocia con una frecuencia cardíaca acelerada o taquicardia, por lo que cabe dentro de la categoría de taquicardia supraventricular. Es una arritmia frecuente  en individuos con una cardiopatía de base, tal como la hipertensión, cardiopatía isquémica o miocardiopatía, pero puede ocurrir espontáneamente en personas con un corazón sin enfermedades. Por lo general no es un ritmo estable y frecuentemente degenera a una fibrilación auricular, sin embargo, con frecuencia persiste por meses y años.
El aleteo auricular se identificó por primera vez como un trastorno médico independiente en 1920 por el médico británico Thomas Lewis (1882-1945) y sus colegas.

## Fisiopatología
El aleteo auricular es causado por un ritmo de re-entrada, bien sea en la aurícula derecha o la izquierda. Con frecuencia se inicia por un impulso eléctrico prematuro que nace de la aurícula y se propaga por las diferencias en los períodos refractarios de las aurículas. Ello crea un circuito eléctrico que se autoperpetúa alrededor de la aurícula.
El impacto y los síntomas de un aleteo auricular dependen de la frecuencia cardíaca del paciente, el cual es una medida de la velocidad de contracción de los ventrículos en vez de las aurículas. Los impulsos de la aurícula son conducidos a los ventrículos por el nódulo auriculoventricular. Debido en especial a su período refractario más duradero, el nódulo AV ejerce un efecto protector para la frecuencia cardíaca al bloquear los impulsos auriculares en exceso de 180 latidos por minuto. Ese tipo de bloqueo es dependiente de la edad del paciente y puede ser calculada grosso modo restando la edad del paciente de 220. Si el aleteo auricular llega a 300 impulsos por minuto, solo se conducen la mitad de esos impulsos, haciendo que la frecuencia ventricular de contracción o frecuencia cardíaca sea de 150 lpm, dándole un bloqueo cardíaco de 2:1 (dos impulsos por cada una contracción). El objetivo de los fármacos que controlan al sistema de conducción cardíaco es aumentar ese último tipo de bloqueo.

## Clasificación
Existen dos tipos de flutter o aleteo auricular, el más frecuente tipo I y el más raro tipo II. La mayoría de los individuos con un aleteo auricular tendrá uno de estos dos tipos. Muy raramente se ven individuos con ambos al mismo tiempo quienes, de presentar los dos tipos, tienen solo un tipo a la vez.
El circuito de reentrada le da la vuelta a la aurícula derecha, pasando por el istmo cavo-tricuspídeo, que es un segmento de tejido fibroso en la parte inferior de la aurícula, entre la vena cava inferior y la válvula tricúspide. El flutter de tipo I tiene dos formas, el conocido como aleteo auricular antihorario y el aleteo auricular horario por seguir el sentido contrario y el mismo sentido de las agujas del reloj respectivamente, al pasar por el circuito. El aleteo antihorario es el más frecuente y las ondas de este ritmo se invierten en las derivaciones electrocardiográficas II, III y aVF.
La ablación por catéter del istmo es un procedimiento disponible en el laboratorio de electrofisiología. La eliminación de la conducción a través del istmo previene el circuito de reentrada y, de ser exitoso el procedimiento, previene la recurrencia del aleteo auricular.
El aleteo tipo II sigue un camino de reentrada diferente al tipo I y tiende a ser más veloz, por lo general entre 340 y 430 latidos por minuto.

## Cuadro clínico
A pesar de que el flutter auricular puede pasar desapercibido, su inicio es a menudo notado por sensaciones características de palpitaciones regulares. Tales sensaciones tienden a durar hasta que se resuelve el episodio o hasta que se logra controlar la frecuencia cardíaca. Al principio, el flutter auricular es bien tolerado, sin embargo, en personas con enfermedades cardíacas de base o con una mala tolerancia al ejercicio, pueden desarrollar variados síntomas rápidamente, entre ellos, dificultad respiratoria, dolor de pecho, mareos, náusea y, en algunos casos, ansiedad y el presentimiento de una tragedia inevitable. Una prolongación del flutter con taquicardia extrema puede conllevar a descompensación y pérdida de la función cardíaca normal, es decir, insuficiencia cardíaca. Esos extremos se manifiestan como intolerancia al mediano o mínimo esfuerzo, dificultad respiratoria nocturna e hinchazón de las piernas y abdomen.

## Complicaciones
Aunque se considera al aleteo auricular como un problema relativamente benigno, comparte las mismas complicaciones de la fibrilación auricular. No hay muchas publicaciones que comparen datos de ambas arritmias, pero se piensa que la tasa bruta de mortalidad en ambos casos es muy similar.